# NGC 3323
NGC 3323 est une galaxie spirale barrée située dans la constellation du Petit Lion. Elle a été découverte par l'astronome français Édouard Stephan en 1877.

## Caractéristiques
Sa vitesse par rapport au fond diffus cosmologique est de 5 507 ± 22 km/s, ce qui correspond à une distance de Hubble de 81,2 ± 5,7 Mpc (∼265 millions d'al).
NGC 3323 présente une large raie HI.

## Supernova
Deux supernovas ont été découvertes dans NGC 3323 : SN 2004bs et SN 2005kk.

### SN 2004bs
Cette supernova a été découverte le 16 mai 2004 par l'astronome amateur britannique Mark Armstrong. Cette supernova était de type Ib.

### SN 2005kk
Cette supernova a été découverte le 17 novembre 2005 dans le cadre du programme LOSS (Lick Observatory Supernova Search) de l'observatoire Lick. Cette supernova était de type II.